# Коренић—Неорић грбовник
Грбовник Коренића Неорића представља најстарији сачувани препис изгубљеног Охумућевићевог грбовника. Датира из 1595. године, а открио га је Људевит Гај једном приликом док је боравио у Дубровнику. Чува се у Националној и свеучилишној књижници у Загребу.
Сликан је на папиру формата 21 x 14,5 cm, и има 168 листова. Због године 1595. која је написана на 6. страни, сматра се најстаријим преписом Охмучевићевог „протографа“, мада би Лондонски грбовник могао бити барем истовремен Коренић-Неорићевом, ако не и старији. Грбовник Коренић-Неорића, међутим, један је од најважнијих споменика илирске хералдике, пошто је вековима био познат и доступан заинтересованим појединцима и породицама.
Грбовник се, можда још од XVII века, налазио у Дубровнику, па је отуда позајмљиван и преписиван. Грбовник Коренића Неорића набавио је средином XIX века, вероватно у Дуборвнику Људевит Гај, а с његовом заоставштином зборник је доцније доспео у Националну и свеучилишну књижницу. Описивали су га многи, још од XIX века, а 1991. објављен је као репринт, у књизи Иве Банца Грбови биљези идентитета.
Грбовник је писан латиницом и ћирилицом.

## Опис и садржај
На првом листу је наслов, ћирилицом и латиницом, а затим ћирилични и латинични садржај грбова. На листу 6 је чувени наслов с именом Коренића Неорића и годином 1595. Међутим, ови први листови као да су некада некада били другачије распоређени, на шта указују и отисци претходних страна, барем судећи према објављеном репринту. Тако се 1. лист (с насловом Родословије... итд.) делимично пресликао на лист бр. 6 с именом Коренић Неорић и 1595. годином, и обрнуто. Наиме, на првом листу су отисци шестога! То није све: у ћириличном садржају нема Коренића, већ се само наводи породица Неорић, као и у другим грбовницима. У латиничном, међутим, нема Неорића, али су на том месту Коренићи.
Није јасно да ли су листови с латиничним садржајем мењани и додавани накнадно, можда да би се у зборник убацио и раскошнији грб Коренића Неорића. Могуће је да је том приликом, сада шеста страна, која је некада била преклопљена преко прве, добила ново место. Ако је то тачно, онда је грбовник коричен барем два пута, пошто је, накнадно, из грбовника избачен грб Цетињанића (78), који се јавља и у ћириличном и у латиничном садржају. Уместо њега убачен је грб Вукославића (кога у садржајима нема), цртан другом руком, и то с погрешном пагинацијом 79 (исти број стране као и Жупановићи). Александар Соловјев претпоставља да је око 1700. године грбовник Коренића Неорића био послат у Сплит, како би послужио као потврда претензија породице Вукославић, односно тобожње аутентичности њиховог преписа грбовника. Вероватно је тада настала невешта преправка.
Од листа бр. 6 наставља се грбовник с уобичајеним садржајем, уз неке карактериситчне измене. На крају грбовника следи једанаест накнадно додатих листова другачијег папира с композитним грбовима Коренића, Неорића, Јеринића, Жупановића и још неких непознатих породица. Ови листови убачени су приликом једног од потоњих коричења књиге. Коренић Неорићев грбовник послужио је Ивану Бојничићу ко један од извора за зборник хрватских грбова у чувеном Зибмахеровом корпусу грбова.